# Hınıs
Hınıs este un oraș din provincia Erzurum, regiunea Anatolia de Est, Turcia.